# James Earle Fraser
James Earle Fraser (født 4. november 1876 i Winona, Minnesota, USA, død 11. oktober 1953 i Westport, Fairfield County, Connecticut, USA) var en amerikansk billedhugger.
Fraser voksede op i et område i South Dakota hvor mange indvandrere var på gennemrejse vestpå, og han var vidne til at de oprindelige amerikanere i USA blev skubbet ud af deres oprindelige områder eller ind i indianerreservater.
Disse erindringer havde betydning for hans valg temaer.
| - "End of the Trail"(en) (en træt indfødt) - Indian Head nickel(en) avers og revers |

| - Andre værker af James Earle Fraser - USA's sejrsmedalje for 1. verdenskrig - Albert Gallatin(en), 1941/47 - Alexander Hamilton - Theodore Roosevelt til hest med indianer (?) ved siden - Benjamin Franklin Memorial i Philadelphia - "Aspiration & Literature" i Washington D.C. - "Frederick Keep Monument"(en), Rock Creek Cemetery i Washington D.C. - Monument for general Patton i West Point |

| - "Contemplation of Justice" ved USA's Højesteretsbygning i Washington D.C. - John Ericsson National Memorial(en) - "The Authority of Law" - "The Arts of Peace" |